# Embalse de Cernadilla
El embalse de Cernadilla es un embalse español ubicado en la provincia de Zamora, en la comunidad autónoma de Castilla y León.
El embalse puede comenzar en las cercanías de Puebla de Sanabria, dependiendo del caudal del Tera, y finaliza en su presa, situada en el término de Cernadilla.